# 音莉飴
音莉飴（ねりあめ）は、あかねとあかりの2人組による音楽ユニット。2021年に結成し、「陽キャJKに憧れる陰キャJKの歌」で注目を集め、2023年にテレビアニメ『女神のカフェテラス』のオープニングテーマ「運命共同体!」でメジャーデビューした。あかねが作詞と作曲を、あかりが編曲とトラックメイクを担当する。

## 経歴
あかねは、小学生の頃にニコニコ動画やYouTubeでボカロ曲に親しむようになり、5年生からはニンテンドー3DSのうごくメモ帳を使って音楽を録音していた。中学生になると音楽投稿アプリ・nanaに出会い、ボカロ曲をカバーするなどの活動を開始した。身近な友人にnanaを使っていることを特に伝えていなかったが、同級生に知られたことをきっかけに、高校2年生の文化祭で初めて人前で歌を披露した。一方の あかりも、Twitterなどに自作の楽曲を投稿していた。
高等学校卒業後、あかねは上京し、仕事の傍ら趣味で音楽活動を継続した。キャラメルパンケーキ・マシュマロ・いちご飴を渋谷で食べたことをヒントに「陽キャJKに憧れる陰キャJKの歌」を趣味で作詞・作曲した。あかねは作詞と作曲を同時並行で進める独自のスタイルで曲作りを行い、わずか20分で完成させた。でき上がった曲をフリートラックに乗せて歌っていたところ、友人のあかりが伴奏の練習をしたいと声をかけた。あかりは、音楽制作アプリGarageBandを使って伴奏を行い、「陽キャJKに憧れる陰キャJKの歌」が完成した。あかねが別の友人にこれを聴いてもらったところ、Tiktokへの投稿を勧められ、記念程度の気持ちでTiktokに投稿した。2021年9月のことであり、これが音莉飴の結成となった。
「キャラメル マシュマロ いちご飴」というキャッチーなフレーズで注目され、同年10月にクリエイターのuruu__o0がオリジナルの振り付けを公開すると、関連動画が9.6万件に達するなど、流行曲となった。複数の事務所から声がかかり、あかねは会社を辞めて音楽を本業とする決断をした。また、HoneyWorksのGomも「陽キャJKに憧れる陰キャJKの歌」で音莉飴に注目し、HoneyWorksプロデュースにより配信リリースすることになった。同年12月8日には、Billboard JAPANが新たに集計を開始したTikTok Weekly Top 20で、2位のなにわ男子「初心LOVE」に2倍以上のポイント差を付け、「陽キャJKに憧れる陰キャJKの歌」が1位になった。
その後も「アオハル」、「食べたい。」、「ふわ恋」などの新曲を公開していった。2022年にはテレビ東京の番組「#ウルトラマワス」の企画「#ウルトラチャレンジ」で最優秀賞に選ばれた あすかのデビュー曲「青春下克上」をあかねとあかりの2人で作詞し、提供した。同曲の作曲はHoneyWorksが手掛け、同年6月3日から配信が開始されたほか、テレビ東京の番組「日本シン人種図鑑」のテーマ曲に採用された。
2023年3月30日、渋谷ヒカリエホール「超十代 -ULTRA TEENS FES-2023」に出演し、ステージデビューを果たす。同年4月、ソニーミュージックからメジャーデビューし、デビュー曲「運命共同体!」はテレビアニメ『女神のカフェテラス』のオープニングテーマに起用された。「運命共同体!」は歌詞中に「ビーチ・浮き輪・サンダル」と名詞を並べて情景を描写する音莉飴らしさを見せつつも、音莉飴が得意とする韻の多用を抑え、王道ポップスに寄せた楽曲になっている。同年5月17日、遠藤実歌謡音楽振興財団の新レーベル「Minoru Endo Music Foundation」の第1弾として、音莉飴がリミックスした「こまっちゃうナ 2023」が各種配信サイトでリリースされた。

## ディスコグラフィー

### シングル
|        | 発売日        | タイトル    | 規格品番   | 規格品番       | オリコン 最高位 |
| 通常盤 | 発売日        | タイトル    | 期間限定盤 |                | オリコン 最高位 |
| ------ | ------------- | ----------- | ---------- | -------------- | --------------- |
| 1st    | 2023年5月24日 | 運命共同体! | AICL-4377  | AICL-4378,4379 |                 |

### 配信限定シングル
| 発売日         | タイトル                   | レーベル                     | 備考                                                                                      |
| -------------- | -------------------------- | ---------------------------- | ----------------------------------------------------------------------------------------- |
| 2022年3月2日   | アオハル                   | MARUMOCHI LABEL              |                                                                                           |
| 2022年6月28日  | ガンバレオトメ             | MARUMOCHI LABEL              |                                                                                           |
| 2022年11月17日 | ふわ恋                     | MARUMOCHI LABEL              |                                                                                           |
| 2022年11月26日 | 可愛くてごめん (Remix)     | MARUMOCHI LABEL              |                                                                                           |
| 2023年3月30日  | かわいい私の片想い         | MARUMOCHI LABEL              |                                                                                           |
| 2023年4月15日  | 恋元素爆発                 | Sony Music Labels            |                                                                                           |
| 2023年5月17日  | こまっちゃうナ 2023        | Minoru Endo Music Foundation |                                                                                           |
| 2023年6月14日  | 恋元素爆発 (八王子P Remix) | Sony Music Labels            |                                                                                           |
| 2023年8月2日   | Think Think Think          | Sony Music Labels            |                                                                                           |
| 2023年10月4日  | ワガママガール             | Sony Music Labels            |                                                                                           |
| 2023年10月25日 | 四六時ちゅっちゅ!          | Sony Music Labels            | 星川サラ提供曲のセルフカバー                                                              |
| 2023年12月27日 | トントン                   | Sony Music Labels            | 作詞：あかね、作曲：あかね/メブキユウ、編曲：MARUMOCHI イラスト：ASA、動画：101           |
| 2024年2月7日   | 問題発生!病み体験          | Sony Music Labels            | 作詞：あかね、作曲：あかね/メブキユウ、編曲：MARUMOCHI イラスト：ツネナみ、動画：夏灯工房 |

### インディーズ時代の配信曲
1. 陽キャJKに憧れる陰キャJKの歌
歌詞は、あかね自身の経験に、友人やSNSで見た言葉を加味して作成した[11]。
2. アオハル[12]
3. 陰キャJKに惚れる陽キャDKの歌[12]
4. 「食べたい。」[1]
音莉飴がTikTok・YouTube特化型音楽レーベル「SCRAMBLE PLANET」の第1号となったことを契機に制作[17]。ダイエットをしたい女の子をテーマとした楽曲である[17]。
5. ガンバレオトメ
6. ふわ恋[1]
7. かわいい私の片想い
8. 恋元素爆発
miHoYoのオープンワールドアクションロールプレイングゲーム『原神』のファンソングとして制作した[18]。

## 出演

### テレビ
- 「#ウルトラマワス」（テレビ東京、2022年2月4日[17] - 4月15日[19]）

### イベント
- 「超十代 -ULTRA TEENS FES- 2023」（東京・渋谷ヒカリエホール、2023年3月30日）[1]